# 小行星3831
小行星3831（英語：3831 Pettengill）是一颗围绕太阳公转的小行星。1986年10月7日，愛德華·鮑威爾在可可尼诺县发现了此天体。
这颗小行星的绝对星等为147.80375等。